# Art Walker
Arthur Franklin Walker Jr., detto Art (Columbus, 9 settembre 1941), è un ex triplista statunitense.

## Biografia
Fu il migliore triplista statunitense alla fine degli anni 1960, riuscendo a conquistare quattro titoli consecutivi al Mt. San Antonio College (dal 1965 al 1968), record imbattuto fino al 1976, tre titoli nazionali (1965, 1966 e 1968) e un titolo indoor nel 1967.
Ha gareggiato all'Universiade di Budapest 1965, giungendo al 5º posto.
Art Walker migliorò il record statunitense nel salto triplo per tre volte, aumentandolo di oltre 30 cm rispetto al precedente primato. Dopo aver vinto tre campionati nazionali, giunse ad un soffio dalla medaglia di bronzo nell'emozionante gara del salto triplo ai Giochi olimpici di Città del Messico 1968, dove nonostante un salto da 17,12 m (fino a due giorni prima il record mondiale era fermo a 17,03 m) arrivò solo quarto alle spalle dell'italiano Giuseppe Gentile.
Partecipò anche ai Giochi olimpici di Monaco di Baviera 1972, giungendo però solo al 29º posto e non qualificandosi per la finale del salto triplo.

## Palmarès
| Anno | Manifestazione  | Sede              | Evento       | Risultato | Prestazione | Note |
| ---- | --------------- | ----------------- | ------------ | --------- | ----------- | ---- |
| 1968 | Giochi olimpici | Città del Messico | Salto triplo | 4º        | 17,12 m     | w    |
| 1972 | Giochi olimpici | Monaco            | Salto triplo | 29º (q)   | 15,29 m     |      |